# Kepler-9b
Kepler-9b é um exoplaneta descoberto pela missão Kepler da NASA. Orbita em torno da estrela Kepler-9 dentro da constelação de Lyra. Kepler-9b é o maior dos três planetas detectados no sistema Kepler-9 pelo método de trânsito; sua massa é ligeiramente menor do que o planeta Saturno, e é o maior planeta do seu sistema. Kepler-9b e Kepler-9c exibem de um fenômeno chamado ressonância orbital, em que a força gravitacional de cada planeta altera e estabiliza a órbita do outro. A descoberta do planeta foi anunciada em 26 de agosto de 2010.

## Nomenclatura e história
O nome de Kepler-9b denota que ele é o primeiro exoplaneta descoberto em órbita ao redor da estrela Kepler-9. A estrela, por sua vez, foi nomeada pela missão Kepler, um projeto da NASA projetado para procurar planetas semelhantes à Terra. Planetas do Kepler-9 estavam entre os 700 candidatos planetários coletadas durante os primeiros 43 dias da missão Kepler. O sistema, em especial, foi marcado como um dos cinco sistemas que parece ter mantido mais de um exoplaneta em trânsito. Era a parte do primeiro sistema estelar confirmado em que vários planetas em trânsito da mesma estrela.
O planeta foi confirmado pela sonda Kepler pelo método de trânsito, em que o planeta cruza na frente de sua estrela em relação à Terra, escurecendo a luz da estrela com tempo regular; esta diferença luz é então usada para determinar o planeta e várias das suas características, incluindo o tamanho e a distância a partir da sua estrela hospedeira.
As estimativas iniciais para a massa de Kepler-9b foram aperfeiçoadas pelo Observatório W. M. Keck, no Havaí. Ao fazê-lo, os cientistas descobriram que Kepler-9b é o maior dos dois planetas gigantes gasosos descobertos no sistema Kepler-9, embora em massa é menor do que o planeta Saturno.

## Características
Kepler-9b é um planeta gasoso que tem uma massa aproximada de 0.252 MJ; assim, é cerca de um quarto da massa do planeta Júpiter. Ela tem um raio de aproximadamente 0.842 RJ, ou cerca de 80% o raio de Júpiter. O planeta orbita Kepler-9 a cada 19.24 dias, e fica a cerca de 0.14 UA de sua estrela. Para comparar, a distância média do planeta Mercúrio do Sol é 0.387 AU e leva 87.96 dias para completar uma órbita. Kepler-9b é o segundo planeta mais próximo de sua estrela no sistema Kepler-9.
O primeiro caso conhecido de ressonância orbital em exoplanetas foi observado entre Kepler-9b e Kepler-9c. Os dois planetas, cujas órbitas correspondem em uma proporção de aproximadamente 1:2, manter a órbita de outro pela força gravitacional. A órbita de Kepler-9b cresce, em média, 4 minutos a cada orbita. Eventualmente, esta tendência irá inverter e aumentar. Ao longo do tempo, pode ser vista que as órbitas dos planetas oscilam ligeiramente para cima e para baixo da proporção de 1:2. Alycia Weinberger, do Instituto Carnegie de Ciência afirmou que os gigantes gasosos de Kepler-9 provavelmente se formaram mais afastados da estrela do que são hoje, e o aparecimento do fenômeno da ressonância orbital pode ajudar a explicar a história da sua migração para mais perto.